# Das Leben ruft
Das Leben ruft ist ein deutscher Spielfilm der Terra Filmkunst, Berlin, der von seinem Verleih, der Deutschen Filmvertriebs GmbH, Berlin am 20. Dezember 1944 im Ufa-Palast Danzig uraufgeführt wurde.
Das von Otto Ernst Hesse nach Max Halbes Bühnendrama Mutter Erde (1897) geschriebene und von Arthur Maria Rabenalt inszenierte Schollen- und Ehedrama steht ideologisch in der Tradition der völkischen Heimatliteratur mit biologistischen Anklängen, die im Kontext der nationalsozialistischen Blut-und-Boden-Ideologie gelesen werden können. Im Anschluss an eine Entscheidung der alliierten Militärzensur blieb die Aufführung des Films in der Nachkriegszeit zunächst untersagt.
Das Leben ruft erzählt die Geschichte von Paul Warkentin, dem designierten Erben eines westpreußischen Herrenguts, der vor dem Autoritätsdruck seines Vaters in die Großstadt Berlin flieht, dort aber zu der Einsicht heranreift, dass er zum Landwirt geboren ist und dass seine wahre Bestimmung und innere Erfüllung darin besteht, die lebendige Erde zu bewirtschaften, die er von seinen Vorfahren ererbt hat.
Der Film war der vorletzte, den die Terra vor dem Ende des Zweiten Weltkrieges in die Kinos gebracht hat.

## Handlung
Ort der Handlung ist zunächst Berlin, die Zeit das Jahr 1912. Paul Warkentin ist ein Verlagsdirektor, seine Frau Hella Chefredakteurin einer Frauenzeitschrift desselben Verlags. Hella ist promoviert und emanzipiert, und für das Kinopublikum ist von Anfang an klar, dass sie, zumindest im Bereich der Publizistik, die Geschäftstüchtigere und Passioniertere der beiden ist.
Durch ein Telegramm erfährt Paul vom Tode seines Vaters, eines westpreußischen Junkers. Nachdem der Kontakt zur Familie acht Jahre lang vollständig abgebrochen war, reist er gemeinsam mit Hella in die alte Heimat, zum Gut Ellernhof, auf dem er geboren ist.
In den folgenden Szenen, zum Teil in einer Rückblende, erfahren die Zuschauer Pauls Vorgeschichte. Als einziger Sohn Ferdinand Warkentins war Paul zum Erben des Guts bestimmt und hatte mit Erfolg auch ein landwirtschaftliches Studium absolviert. Da er in engem Kontakt und inniger Freundschaft mit der Nachbarstochter Barbara Tiedemann aufgewachsen war, hatte der Vater erwartet, dass Paul Barbara heiraten würde. Paul, der die Freundin nach seiner eigenen Auskunft aber zu lange und zu gut kannte und darum keine Leidenschaft für sie empfand, hatte sich diesem Wunsch widersetzt. Im Anschluss an ein väterliches Ultimatum war er nach Berlin gereist, um dort Schriftsteller zu werden und Hella wiederzusehen, die bald auch seine Frau wurde. Das Verhältnis zum Vater war damit endgültig zerrüttet.
Barbara ist nach Pauls Abreise unverheiratet geblieben und hat, quasi in der Funktion einer Bäuerin, Ferdinand Warkentin acht Jahre lang geholfen, den Ellernhof instand zu halten. Da sie durch Ferdinands Tod ihre Aufgabe verloren hat – mit dem Erben Paul, der sie als Ehefrau nicht wollte, mag sie nichts mehr zu tun haben – überlegt sie, Rittmeister Rudolf Reschke zu heiraten, den reichsten Landwirt der Gegend. Reschke ist ein Witwer mit zwei Kindern, mit denen Barbara sich gut versteht. Den Reschke selbst liebt Barbara, wie sie Paul später gesteht, nicht; doch will sie, da sie Paul nicht haben kann, nicht „das Leben versäumen“.
Seit seiner Ankunft auf dem Ellernhof hat Paul mehrere attraktive Kaufangebote für das Gut erhalten. Ferdinand Warkentin hatte jedoch testamentarisch verfügt, dass Paul das Gut nur dann verkaufen darf, wenn im Alter von 50 Jahren immer noch keine leiblichen Erben haben sollte. Paul wirft alles, was er sich bisher für sein Leben gewünscht hat, über den Haufen und beschließt, das Gut zu behalten und selbst zu bewirtschaften. Dass Hella, die durch und durch Großstadtmensch ist, nach Berlin zurückreist, verletzt ihn sehr.
In seinem Testament hatte Ferdinand auch verfügt, dass Paul Barbara aus der Erbschaft 40.000 Mark auszahlen soll. Aufgrund ihrer Vorgeschichte lehnt Barbara es aber ab, von Paul Geld zu nehmen. Stattdessen verlobt sie sich mit Reschke.
Ein halbes Jahr später ist Paul als Herr des Ellernhofs fest etabliert und glücklich wie noch nie im Leben, obwohl er Hella sehr vermisst. Als diese auf den Ellernhof zurückkehrt, glaubt er, dass nun alles gut sei. Hella, die immer behauptet hatte, noch nie auf einem Pferd gesessen zu haben, macht zum Landleben eine gute Miene und beginnt sogar zu reiten, was Paul zunächst als gutes Zeichen nimmt: glaubt er doch, Hella habe in Berlin ihm zuliebe Reitstunden genommen. Ihre Reittechnik ist jedoch zu perfekt für eine Anfängerin, und überhaupt bemerkt Paul bald, dass Hella für ihn eine Scharade aufführt: ihr einziges Ziel ist, ihn nach Berlin zurückzuholen.
Wie Paul, so hat auch Hella eine Vorgeschichte. Nachdem Reschke – auf Hellas Veranlassung hin, denn sie und Reschke sind tatsächlich alte Bekannte – Paul erneut ein Kaufangebot macht, deckt er ihre Geheimnisse eines nach dem anderen auf: Hella war mit Reschke einmal verlobt gewesen. Was dieser zunächst aber nicht wusste: Als junges Mädchen hatte sie sich bei einem Reitunfall so verletzt, dass eine Operation nötig wurde, die sie unfruchtbar gemacht hat. Als Reschke davon erfuhr, hatte er die Braut im Stich gelassen. Nach der Heirat mit Paul hatte Hella vorgeschützt, kinderlos bleiben zu wollen. Für Paul war dies kein Problem gewesen. Erst jetzt, wo er seine wahre Lebensaufgabe in der Landwirtschaft gefunden hat, duldet sein Wunsch nach einem Sohn und Erben keinen Aufschub mehr.
Hellas Unfähigkeit, Kinder zu gebären, ist für Paul Grund genug, die eheliche Gemeinschaft mit ihr zu beenden. Gebrochen kehrt Hella nach Berlin zurück. Barbara hatte ihre Heirat über Monate hinweg immer wieder aufgeschoben. Nachdem Reschke sie, weil er ihrem Glück unter den geänderten Umständen nicht im Wege stehen will, frei gibt, können Barbara und Paul endlich ein Paar werden.

## Produktion und Uraufführung
Walter Tost, der verantwortliche Produzent des Films, war für die Terra seit 1938 tätig; sein Assistent war bei diesem Film Hans Naundorf, sein Aufnahmeleiter Wilhelm Junggeburth. Mit Arthur Maria Rabenalt hatte er zuvor unter anderem schon bei der Produktion der Filme Männer müssen so sein und Liebespremiere zusammengearbeitet. Rabenalt hatte neben seinen Unterhaltungsfilmen seit Kriegsbeginn für das nationalsozialistische Regime fast jährlich einen Propagandafilm inszeniert, darunter etwa Flucht ins Dunkel, Achtung! Feind hört mit!, … reitet für Deutschland und Fronttheater.
Das Trio Tost/Rabenalt/Klinger hatte sich schon für den vorausgegangenen Terra-Film Zirkus Renz gefunden. Paul Klinger stand auf der sogenannten Gottbegnadeten-Liste, die Joseph Goebbels zusammengestellt hatte, um eine kleine Anzahl von Künstlern, die für die Unterhaltungsindustrie unverzichtbar erschienen, von Kriegsdienstverpflichtungen befreien zu können. Seine Leinwandpartnerin, die 25-jährige Bühnenschauspielerin Gerhild Weber, trat hier zum dritten Mal in einem Spielfilm auf, und zwar wie in allen vorangegangenen Fällen (Heimkehr, …reitet für Deutschland) erneut in einem Propagandafilm. Ihr Name erschien ebenfalls auf der „Gottbegnadeten-Liste“. Sybille Schmitz dagegen, die im Film die reizvolle, aber unsympathische Hella verkörpert, war bei Goebbels nicht gut gelitten und hatte, um nicht weiter unter Druck zu geraten, häufiger als die meisten anderen Diven des NS-Kinos in Propagandafilmen (Rivalen der Luft, Oberwachtmeister Schwenke, Stradivari, Tanz auf dem Vulkan, Trenck, der Pandur, Wetterleuchten um Barbara, Titanic) mitgewirkt.
Die Kostüme für den Film hat Reingard Voigt entworfen. Tonmeister war Hans Löhmer. Die Dreharbeiten für den Film begannen am 7. September 1943 und wurden im Dezember abgeschlossen. Die Außenaufnahmen entstanden in der Umgebung von Breslau. Westpreußen, wo der größere Teil der Filmhandlung angesiedelt ist, war nach dem Ersten Weltkrieg infolge des Friedensvertrages von Versailles aufgeteilt worden und teilweise an Polen gefallen.
Der Film ist in Schwarzweiß und 35 mm, bei einem Seitenverhältnis von 1:1,37 produziert. Bei der Zensurvorlage am 15. Juni 1944, die er mit der Einschränkung eines Jugendverbots bestand, hatte er eine Länge von 2227 Metern bzw. 81 Minuten. Den Verleih übernahm zunächst die Deutsche Filmvertriebs GmbH, Berlin.
Nach Kriegsende verhängte die Alliierte Militärzensur ein Aufführungsverbot. Überliefert ist eine FSK-Vorlage am 3. Februar 1950 (Länge: 2118 m bzw. 77 Minuten), bei der der Film nicht freigegeben wurde, weil er die selbstverständliche Auflösung der Ehe bei Unfruchtbarkeit sowie die Blut-und-Boden-Ideologie transportiere. Eine erneute Vorlage erfolgte am 28. Februar 1985.